# 大分県立津久見高等学校
大分県立津久見高等学校（おおいたけんりつ つくみこうとうがっこう）とは、大分県津久見市大字津久見にある公立高等学校である。

## 概要
2012年4月に、旧・大分県立津久見高等学校、大分県立臼杵商業高等学校、大分県立海洋科学高等学校の3校を統合し、新たに大分県立津久見高等学校が本校の敷地に開校した。
このうち旧・海洋科学高校は本校の分校である大分県立津久見高等学校海洋科学校となったが、2017年3月に閉校し、同年4月に新たに独立校の大分県立海洋科学高等学校が設けられた。
新・津久見高校は旧・津久見高校の校地を承継したものの、統合に際し新設校を設ける扱いにしたため、旧・津久見高校の在学生を新設校に転籍することはせず、旧校の在学生が卒業する2014年3月3日に旧・津久見高校の閉校式を行った。
旧・津久見高校野球部は1967年に選抜高等学校野球大会（春の甲子園）で、1972年に全国高等学校野球選手権大会（夏の甲子園）で優勝している。大分県勢で甲子園大会で優勝したことのある高校は2023年現在、春夏ともに旧・津久見高校が唯一である。また、沖縄県を除く九州の高校において、春夏ともに優勝経験があるのも津久見高校が2023年現在唯一である。

## 歴史
臼杵商業高校については、大分県立臼杵商業高等学校#沿革参照。

### 旧・大分県立津久見高等学校
- 1939年
  - 5月10日 - 津久見町立工業学校として創立（機械科、電気科設置）。
  - 6月14日 - 第二本科電気科併置認可。
- 1940年6月28日 - 第二本科機械科併置認可。
- 1944年4月1日 - 県立移管により大分県立津久見工業学校となる。
- 1945年4月1日 - 第二本科（機械、電気科）を廃止、新たに4年制第二種機械科設置。
- 1948年4月1日 - 大分県立津久見高等学校となり、第二種機械科を廃止、工業科（機械、電気）、普通科を併置、併置中学校設置。
- 1949年
  - 2月1日 - 定時制高校開設、女子被服課程設置。
  - 3月31日 - 併置中学廃止。
- 1950年4月1日 - 別科制定、定時制を別科に切替える。
- 1958年4月1日 - 工業化学科設置。
- 1962年
  - 3月31日 - 別科廃止。
  - 4月1日 - 工業化学科を化学工学科に転換、機械科1学級増設。
- 1963年4月1日 - 電気科（電子コース）増設。
- 1964年4月1日 - 電気科（電子コース）を電子科に切り換える。
- 1967年4月7日 - 第39回選抜高等学校野球大会優勝。
- 1972年
  - 4月1日 - 普通科商業学コースを設置。
  - 8月23日 - 第54回全国高等学校野球選手権大会優勝。
- 1993年4月1日 - 普通科商業学コースを普通科情報経理コースに改名。
- 1996年3月31日 - 電子科募集停止。
- 2005年3月31日 - 化学工学科募集停止。
- 2014年3月3日 - 閉校。

### 新・大分県立津久見高等学校
- 2011年9月29日 - 大分県議会において、新設校の校名を大分県立津久見高等学校及び大分県立津久見高等学校海洋科学校に正式決定[7]。
- 2011年10月1日 - 大分県立津久見高等学校設置[8]。
- 2012年4月 - 大分県立津久見高等学校開校。
- 2017年
  - 3月 - 大分県立津久見高等学校海洋科学校閉校。
  - 4月 - 大分県立海洋科学高等学校開校。

## 学科
新・大分県立津久見高等学校
- 普通科
  - 探求コース
  - 応用コース
- 生産機械科
- 電気電子科
- 会計システム科
- 総合ビジネス科

以上の5学科は総合選択制とされている。
旧・大分県立津久見高等学校
- 普通科
  - 進学コース
  - 特別進学コース
  - 情報経理コース
- 機械科
- 電気科

## 著名な卒業生
政治
- 川野幸男（津久見市長）[9]

スポーツ
- 田中喜八郎（元プロ野球選手）
- 近藤隆正（元プロ野球選手）
- 高橋直樹（元プロ野球選手）[10]
- 池田重喜（元プロ野球選手）[11]
- 中村国昭（元プロ野球選手）
- 岩崎忠義（元プロ野球選手）
- 吉良修一（元プロ野球選手）
- 大田卓司（元プロ野球選手）[12]
- 浜浦徹（元プロ野球選手）
- 橘健治（元プロ野球選手）
- 岩井隆之（元プロ野球選手）
- 水江正臣（元プロ野球選手）
- 中川信秀（元プロ野球選手）
- 谷崎浩二（元プロ野球選手）
- 日野善朗（元プロ野球選手）
- 川崎憲次郎（元プロ野球選手）[12]
- 佐藤裕幸（元プロ野球選手）
- 鉄平（元プロ野球選手）[13]
- 岩尾利弘（元プロ野球選手）
- 坂東一彦（アマチュア野球指導者）
- 大野崇（キックボクサー、ISKAオリエンタル世界ミドル級チャンピオン)[14]

芸能・アナウンサー
- EIJI（ディスクジョッキー）[15]
- 高橋勝（映画監督）[要出典]
- 藤沢武（元NHKアナウンサー）